# Pfedelbach
Pfedelbach là một thị xã nằm ở huyện Hohenlohekreis thuộc bang Baden-Württemberg, Đức. 

## Hành chính

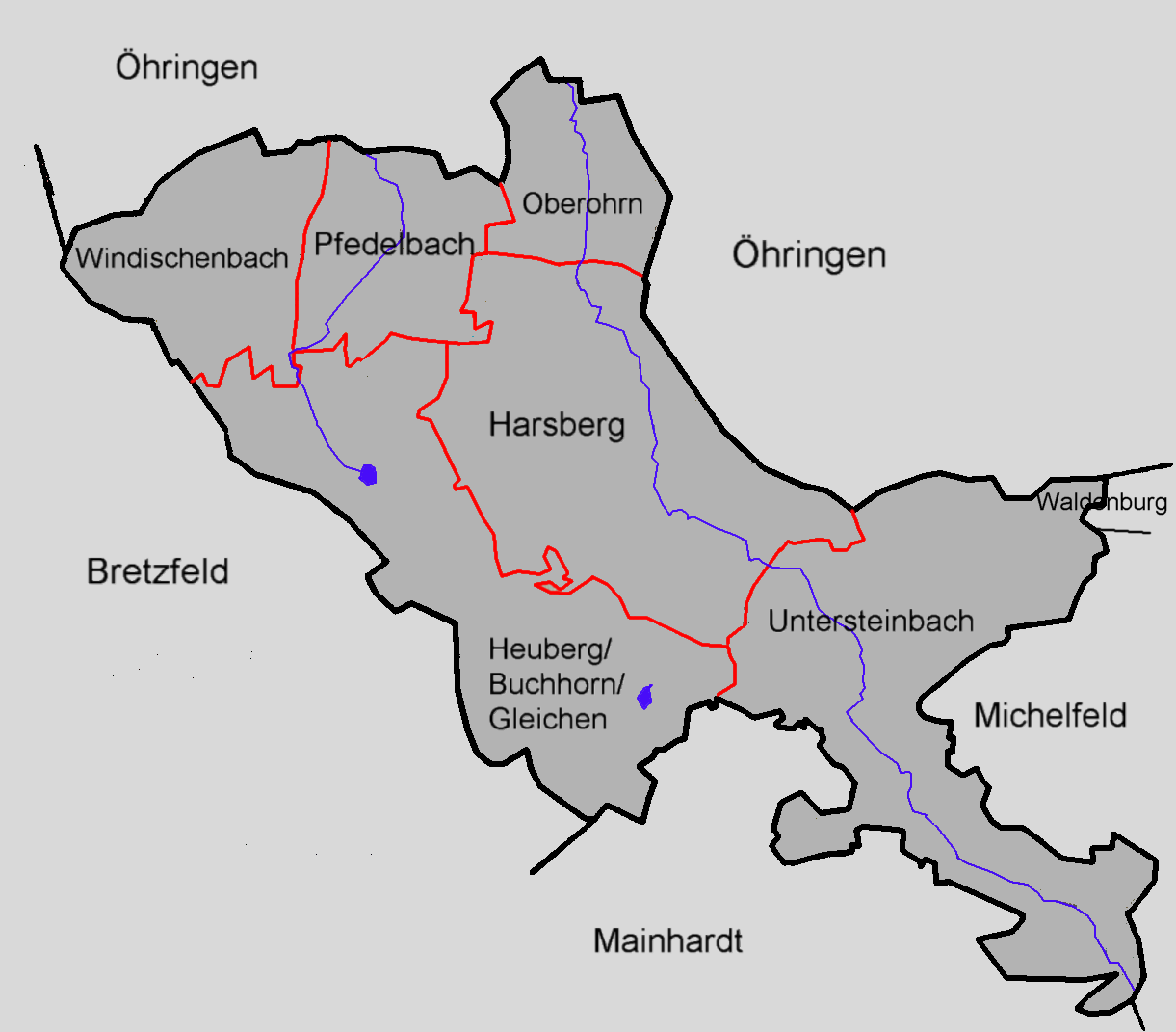
Hành chính Pfedelbach

Xã Pfedelbach bao gồm các làng và đô thị:

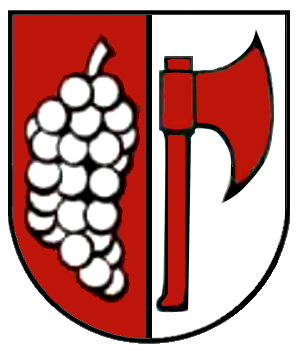
Harsberg
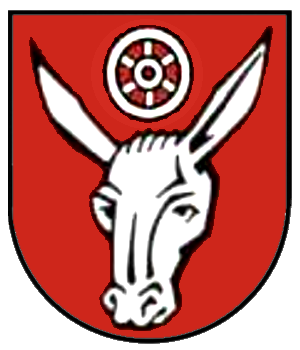
Oberohrn
Pfedelbach
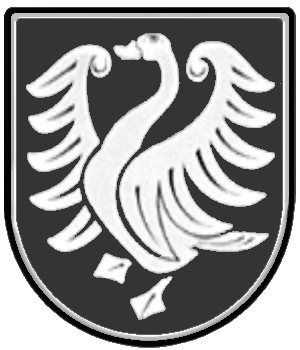
Untersteinbach
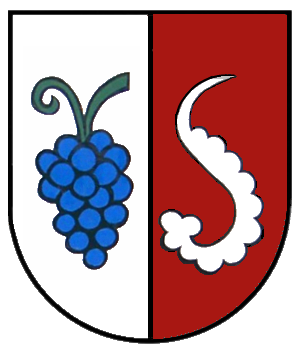
Windischenbach

## Thư viện ảnh

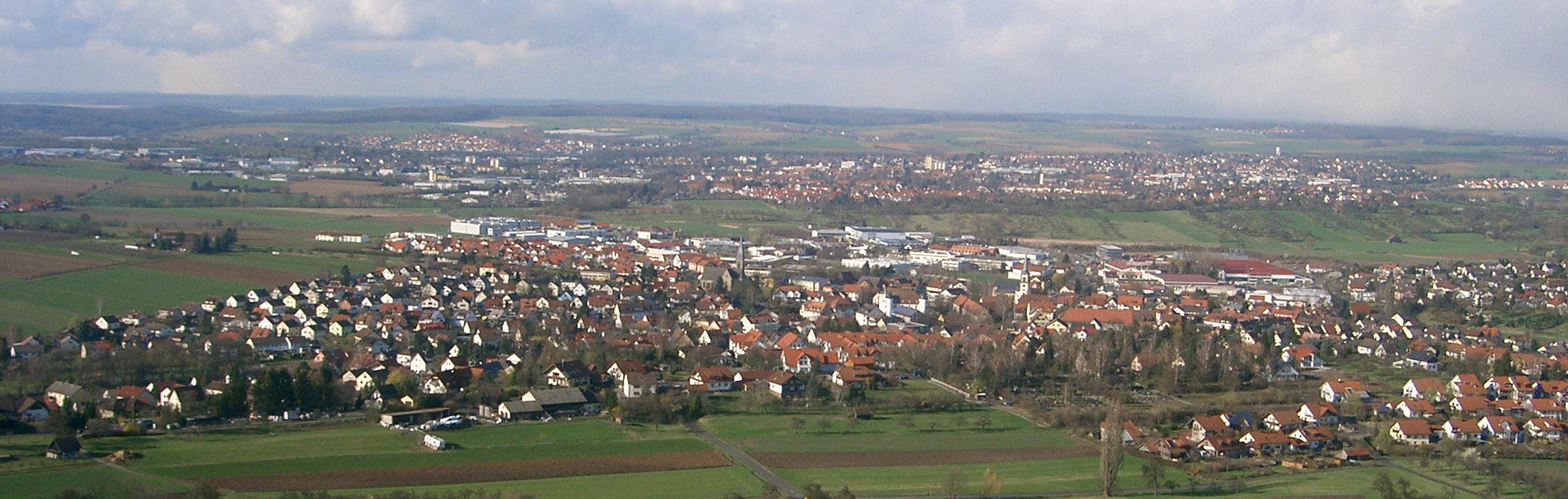
Toàn cảnh Pfedelbach

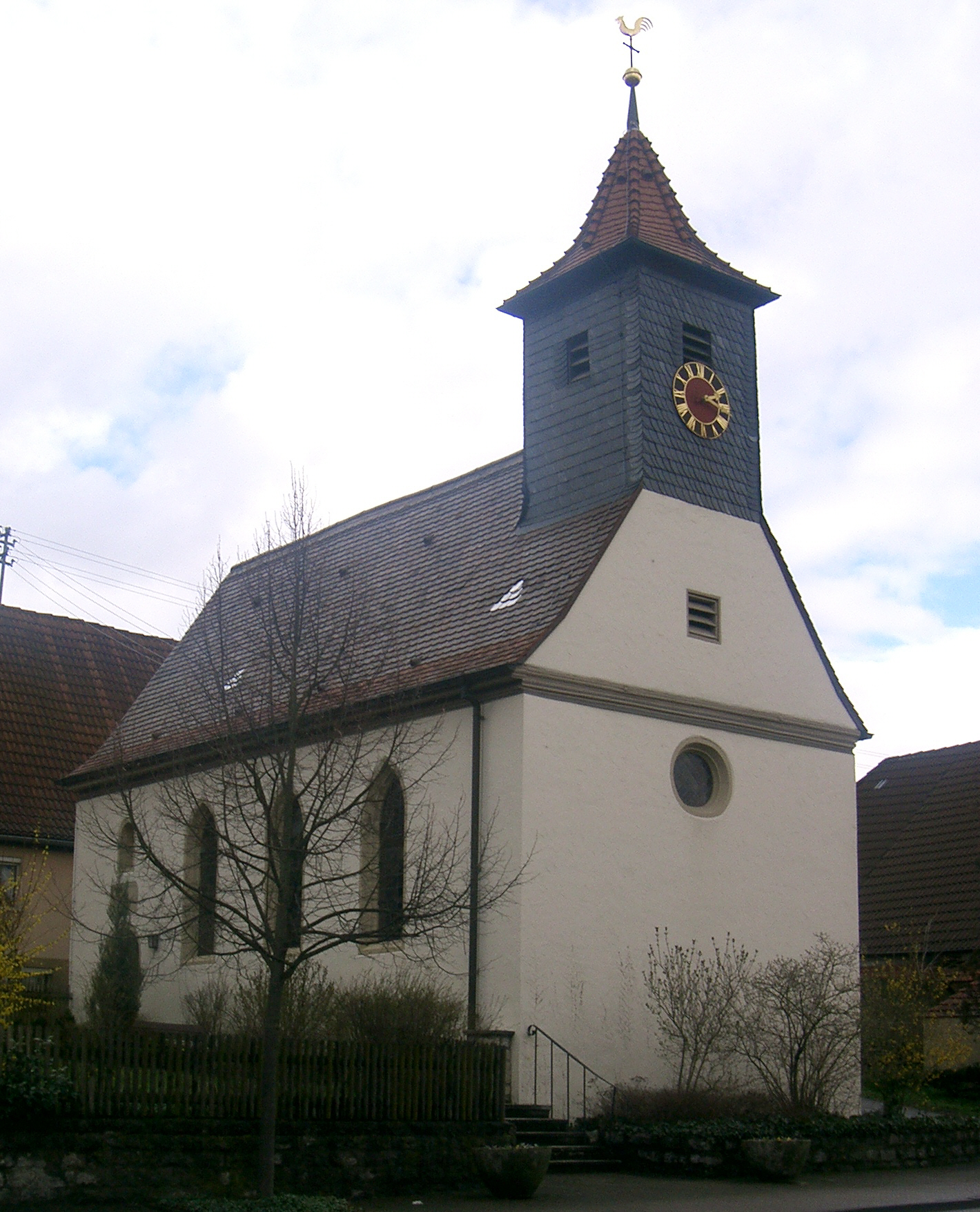
Nhà thờ Tin lành ở Oberohrn
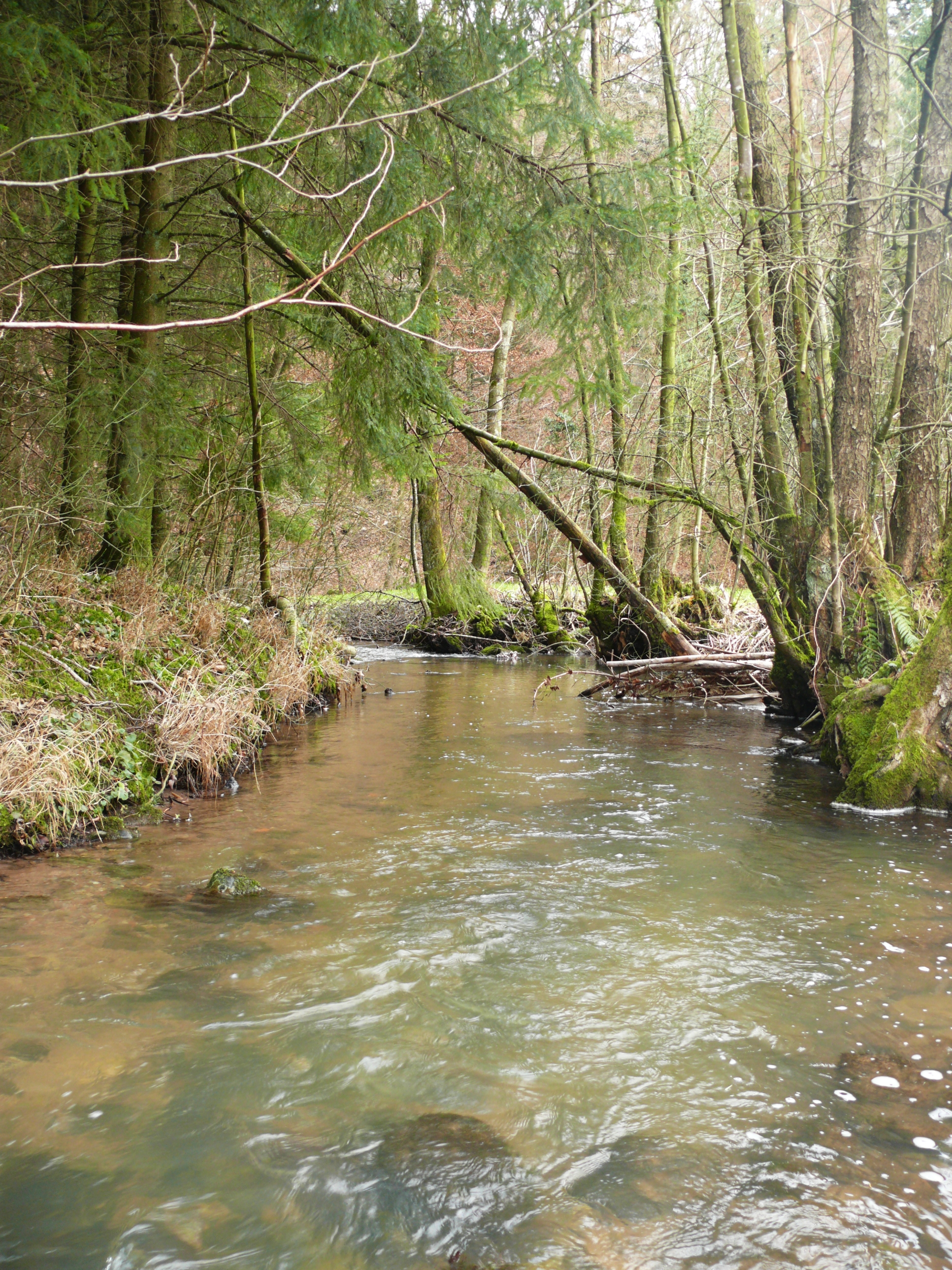
Ohrntal gần Schuppach
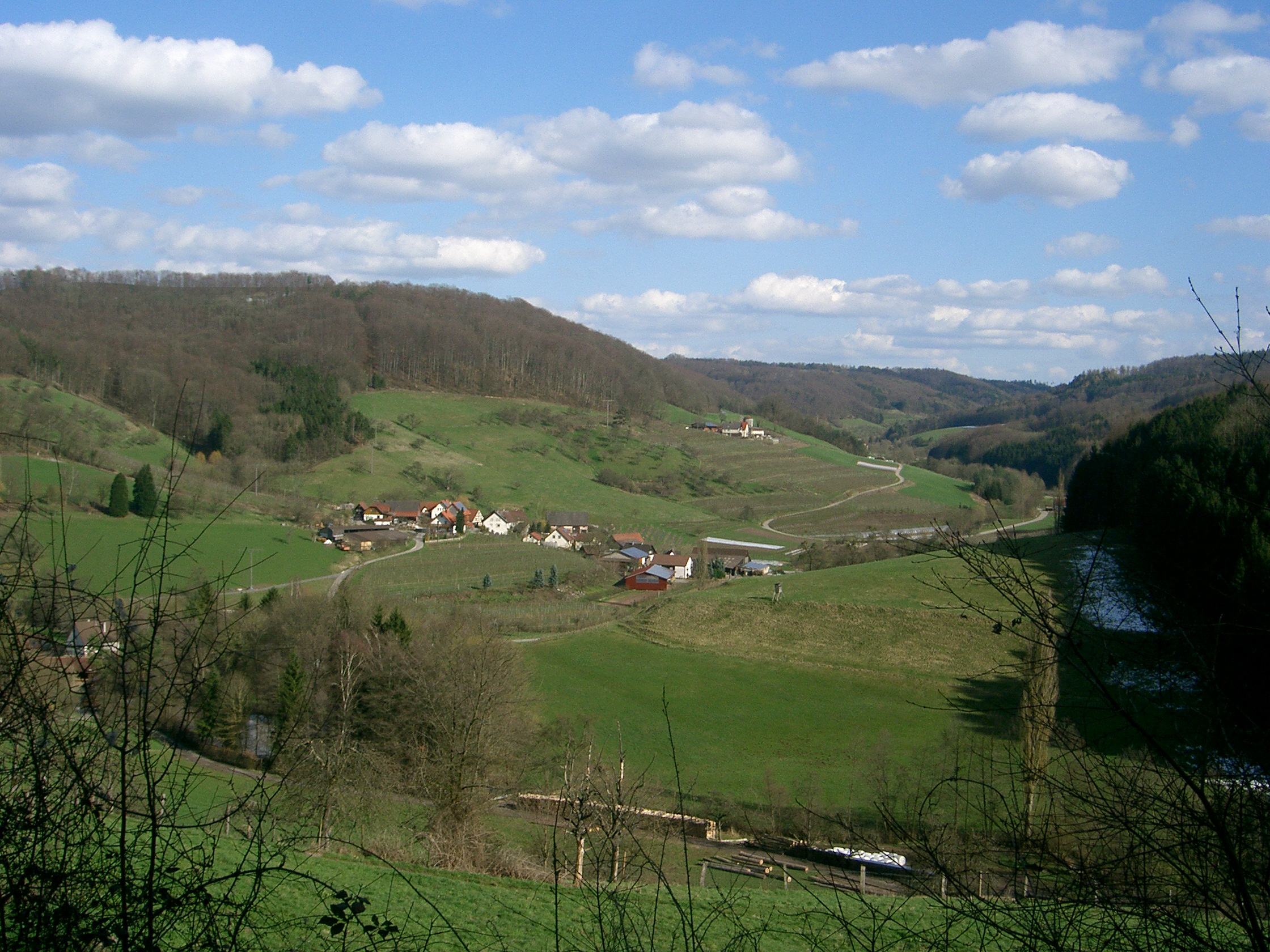
Ohnholz và Kohlhof nhìn từ Floßholz
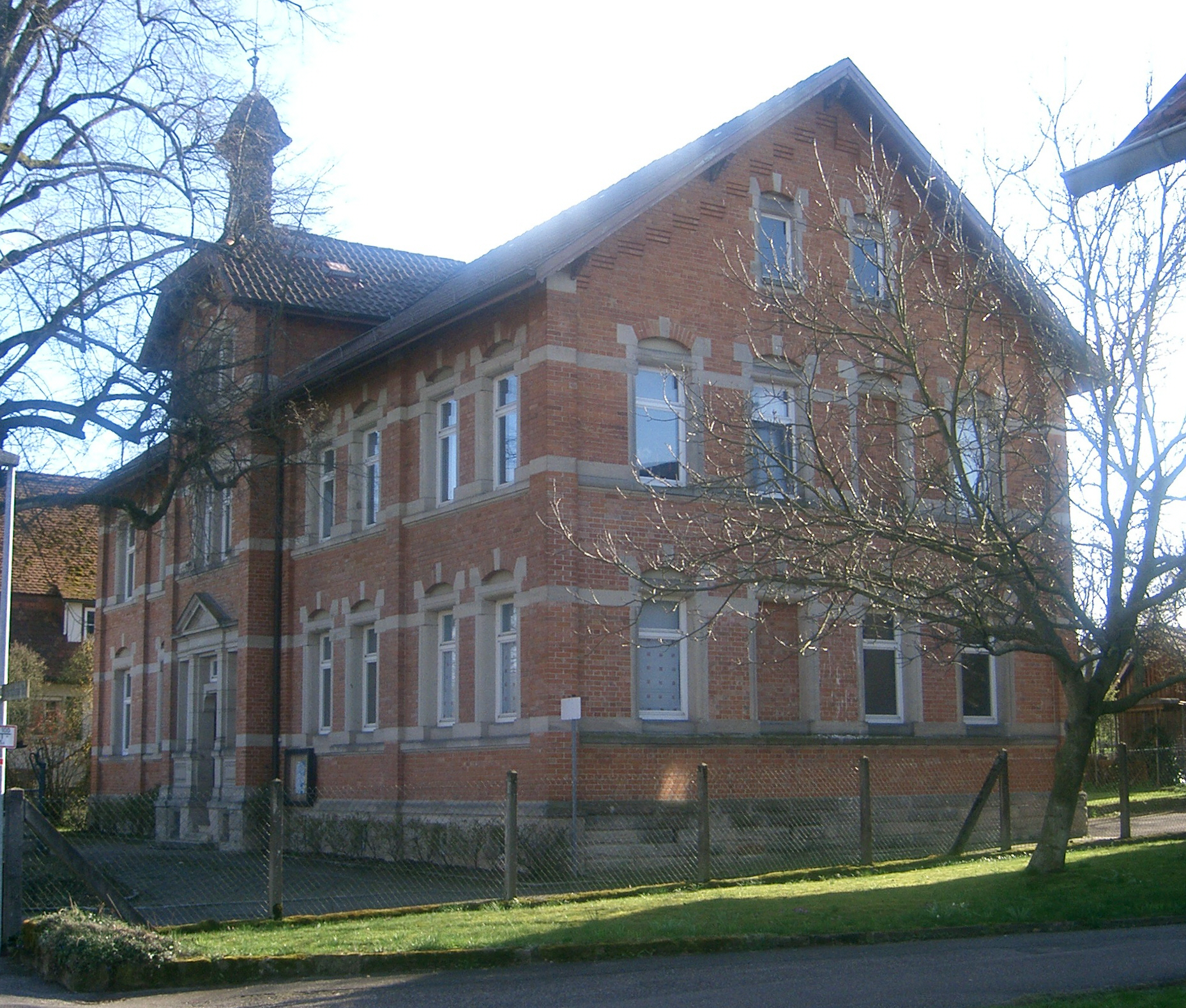
Trường học cho Harsberg và Oberohrn ở Oberhöfen
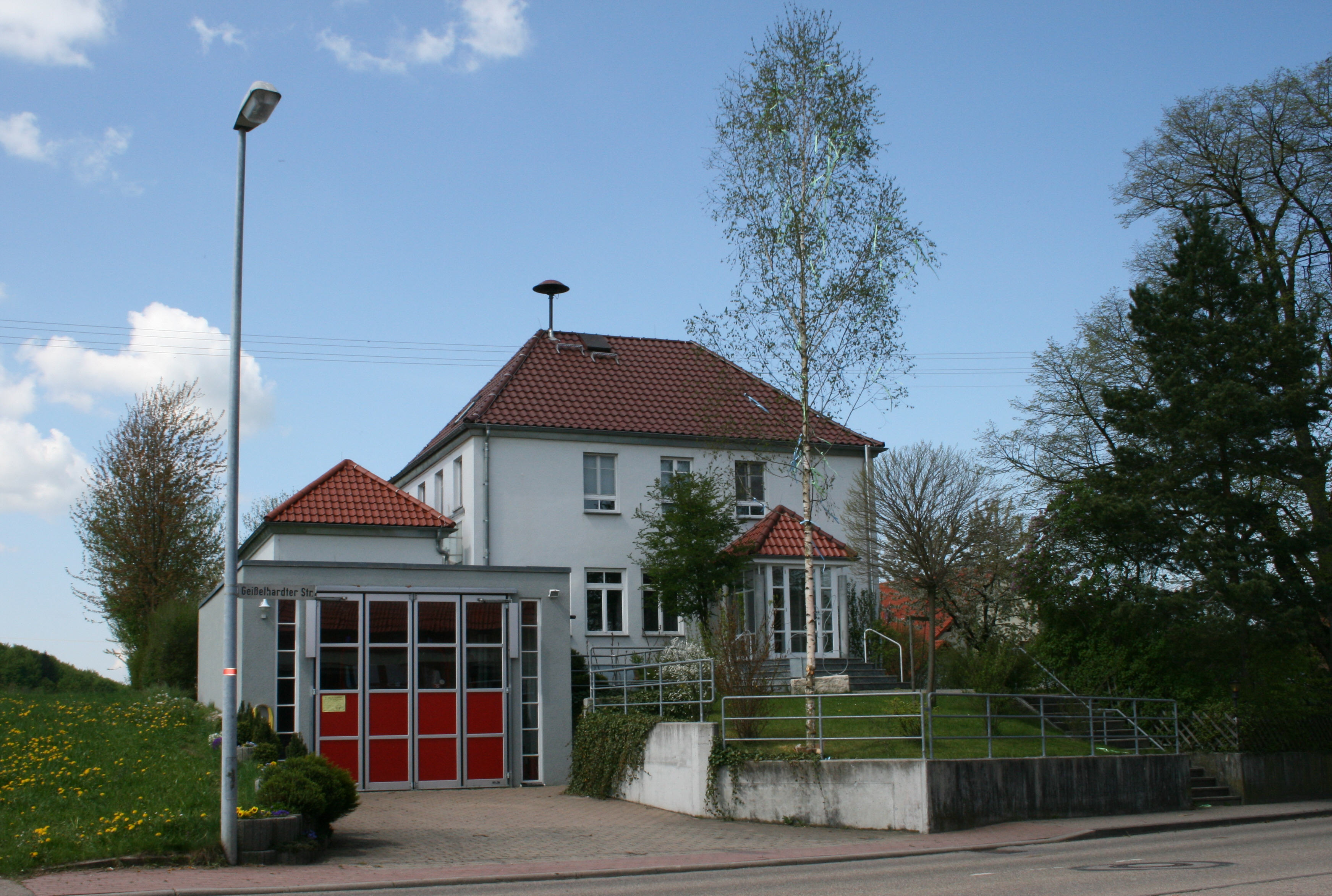
Trung tâm làng ở Gleichen
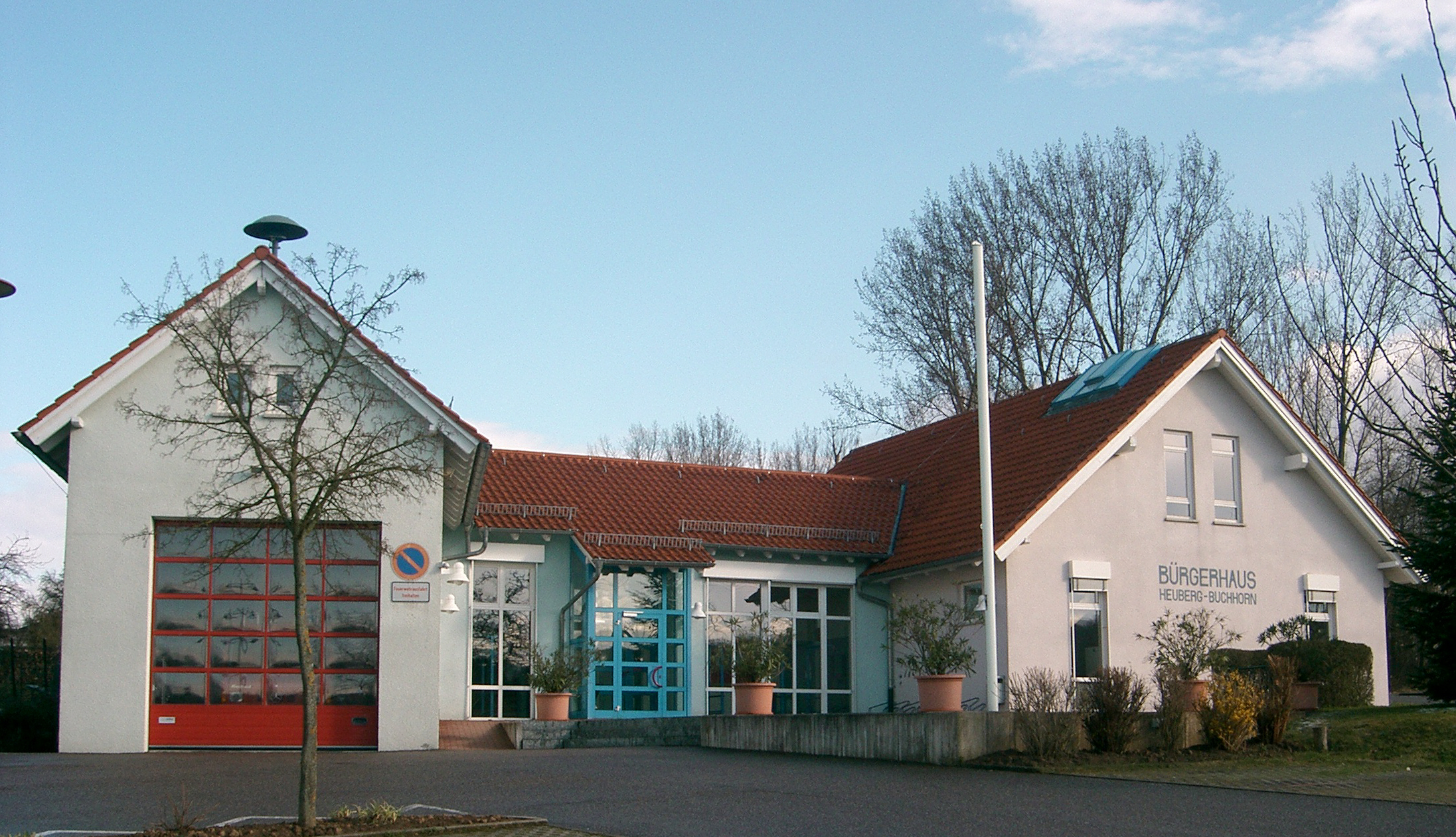
Nhà ở tại Heuberg-Buchhorn
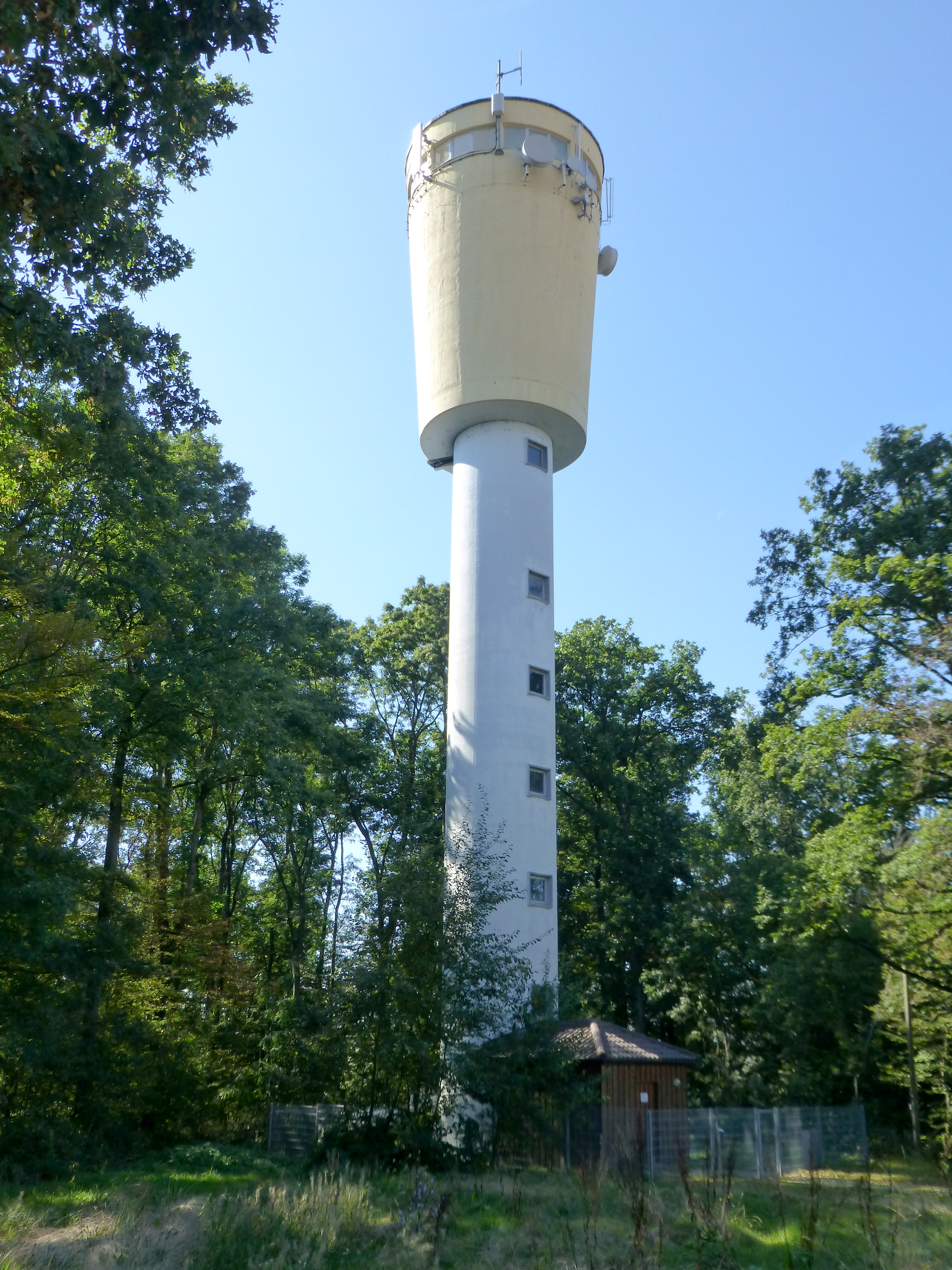
Tháp nước Buchhorn
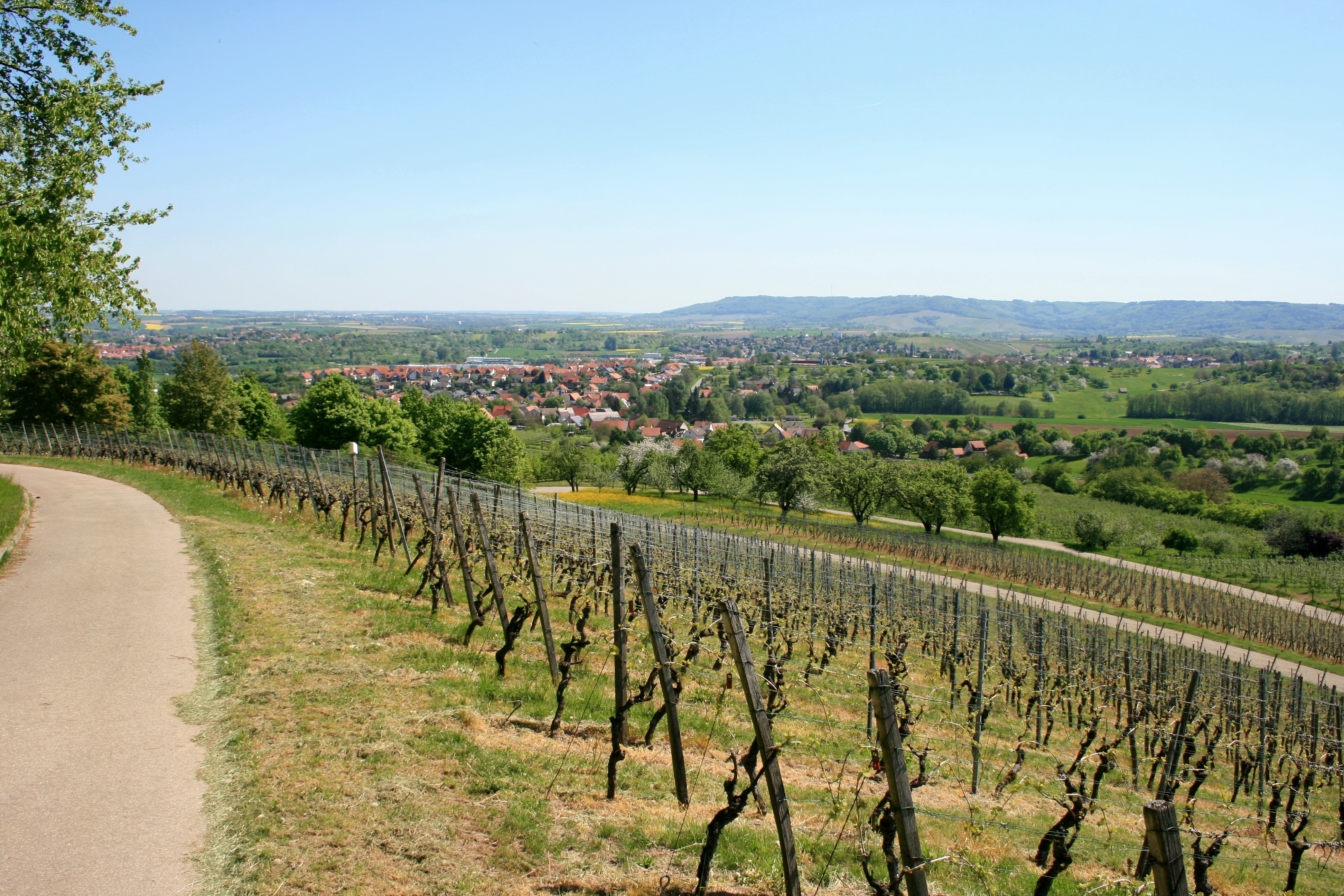
Quang cảnh Windischenbach nhìn từ Lindelberg
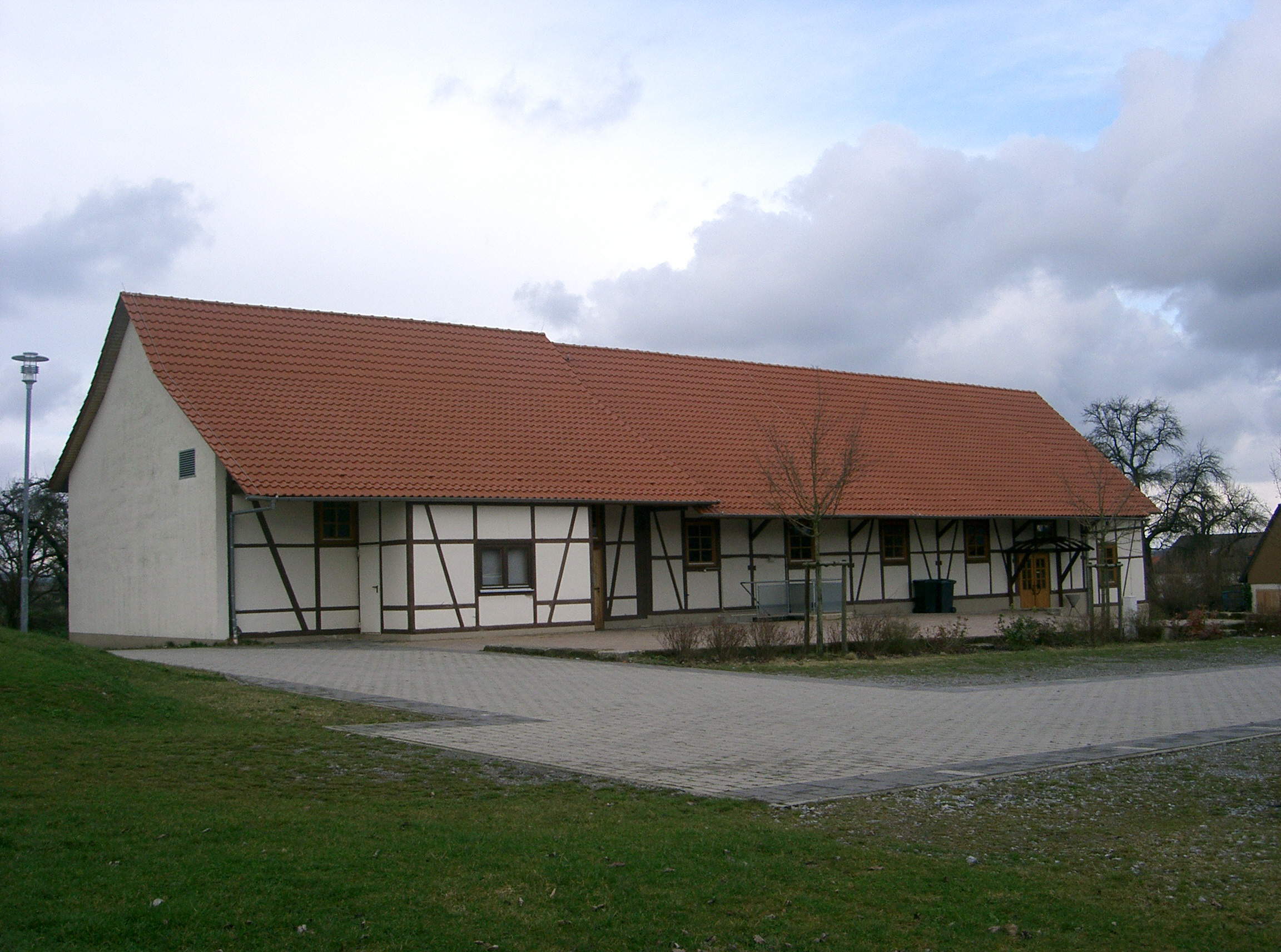
Xưởng ép rượu cũ ở Windischenbach
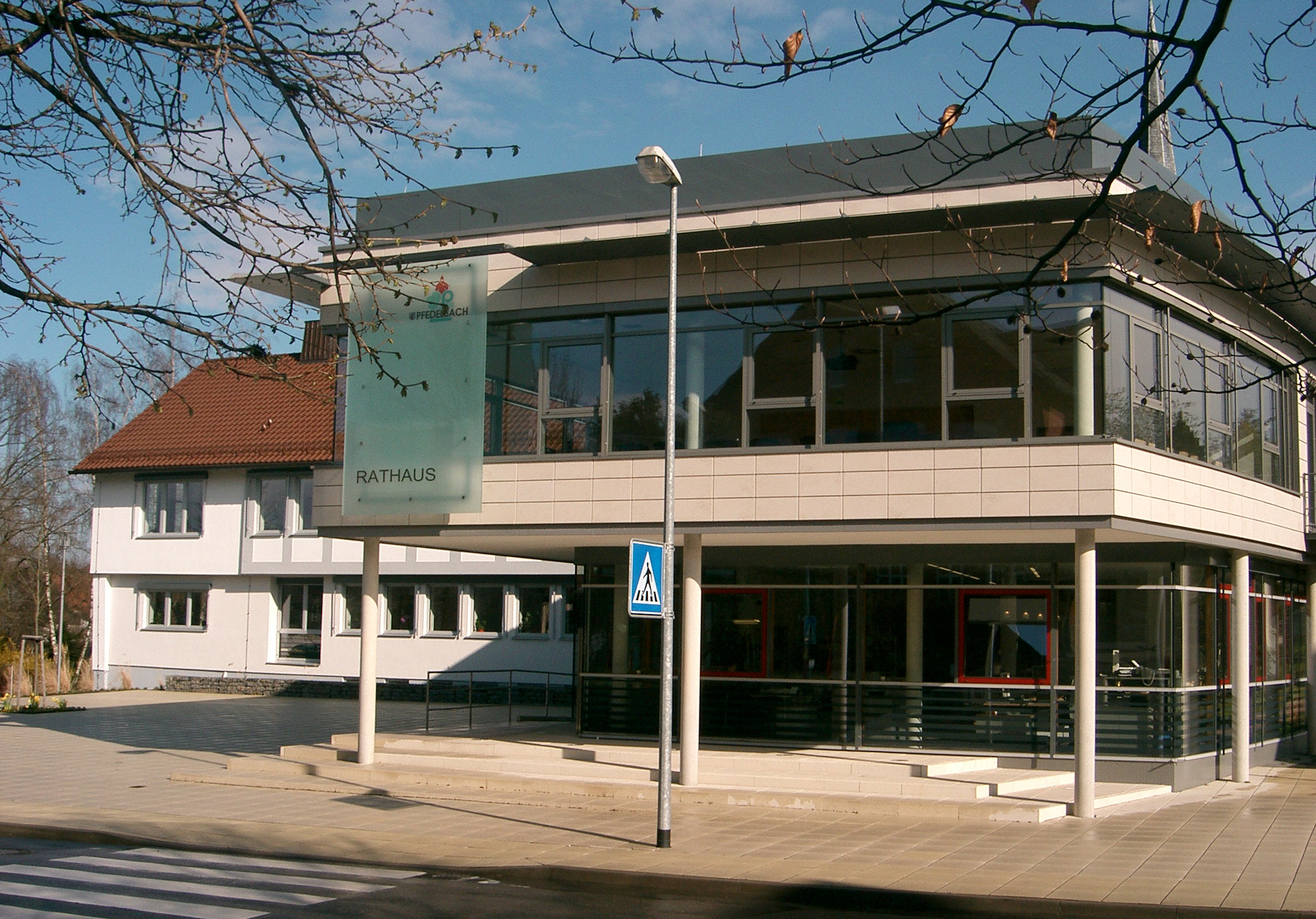
Tòa thị chính Pfedelbach, được xây dựng vào năm 1956, được cải tạo và mở rộng vào năm 2006